# Saint-Angel, Puy-de-Dôme
Saint-Angel är en kommun i departementet Puy-de-Dôme i regionen Auvergne-Rhône-Alpes i centrala Frankrike. Kommunen ligger i kantonen Manzat som tillhör arrondissementet Riom. År 2022 hade Saint-Angel 474 invånare.

## Befolkningsutveckling
Antalet invånare i kommunen Saint-Angel
| Referens: INSEE |